# Воропаев, Фёдор Григорьевич
Фёдор Григорьевич Воропаев (23 ноября 1888, Хоботово, Борисоглебский уезд, Тамбовская губерния— 27 июня 1958, Москва) — рабочий-железнодорожник, большевик, партийный деятель.

## Биография
Фёдор Воропаев родился 23 ноября 1888 года в крестьянской семье.
После окончания земской школы работал по найму в железнодорожных мастерских, в депо.
В 1910 году был одним из организаторов союза рабочих мастеровых и рабочих московского железнодорожного узла. Член РСДРП с февраля 1917 года. В октябре 1917 года — председатель ВРК станции Москва-Павелецкая.
После Октябрьской революции находился на партийной работе на железной дороге и в НКПС. Работал директором Шатурской ГРЭС.
С 1930 года — первый секретарь московского облсовпрофа. В 1930—1931 годах — председатель ЦК профсоюза работников машиностроения.
Затем был секретарем МГК ВКП(б) и начальником политотдела железных дорог — Северной железной дороги (1933—1934) и Московско-Белорусско-Балтийской железной дороги (1934—1935).
26 января—10 февраля 1934 года делегат XVII съезда ВКП(б) с решающим голосом.
В 1935—1937 годах — председатель центрального комитета профсоюза железнодорожников (союза рабочих центральных железных дорог).
В 1938 году был репрессирован. Реабилитирован в 1954 году, с этого же года — персональный пенсионер.
Умер 27 июня 1958 года, похоронен на Новодевичьем кладбище.

## Семья
Был дважды женат. Первый раз — на Воропаевой Варваре Николаевне, второй раз — на Рикман Ольге Абрамовне.
Дети:
- - сын Воропаев Виктор Фёдорович, погиб на фронте во время Великой Отечественной войны;
  - дочь Воропаева Антонина Фёдоровна (1911—1982),
  - дочь Воропаева Тамара Фёдоровна (1917—1998).

## Интересные факты
- В некоторых источниках Воропаев упоминается как один из тех немногих большевиков «ленинского толка», которые отважились проголосовать против недоверия Осипу Пятницкому на июньском пленуме ЦК ВКП(б) в 1937 году.[3][4][5]
- Ф. Г. Воропаев также упоминается как один из критиков тогдашнего Председателя ВЦСПС Шверника.[6] В частности, он заявил следующее:

«Если хочешь угробить вопрос — иди в президиум. На Рязанско-Уральской дороге местные власти отбирают клуб, боремся, не получаем поддержки. Идем в ВЦСПС, даем телеграмму тов. Швернику — как об стенку горох. Опять идем в Совнарком, боремся, добиваемся… С каким бы председателем ни разговаривал, — все страшно недовольны руководством ВЦСПС, все считают, что дальше так продолжаться не может. И в этом опять-таки виноват тов. Шверник».

- Постановлением VI пленума ВЦСПС Воропаев входил в состав комиссии по разработке типового устава профессионального союза.[7]
- Ф. Г. Воропаев поддержал создание первой рабочей оперы железнодорожников. В газете «Гудок» он заявил:[8]

«Теперь, когда у нас на дорогах есть хорошие хоры, когда из глубин масс железнодорожников растут талантливые певцы и музыканты, когда эти таланты овладевают высотами классического искусства, наши профорганизации и клубы прямо обязаны поддерживать и поощрять таких людей. Можно только приветствовать предложение о создании первой рабочей оперы железнодорожников.»

- Ф. Г. Воропаев упоминается как один из организаторов спортивного общества железнодорожников «Локомотив» в 1935 году.[9]

## Награды
- Был награждён орденом Ленина в 1936г.